# 영 할리우드 어워드
영 할리우드 어워드(Young Hollywood Awards)는 1999년 이후 매년 열리는 미국의 영화, 텔레비전, 음악 관련 상이다. 13세부터 19세사이의 청소년만이 투표를 할 수 있다.

## 부문
- 올해의 신인상
- 올해의 아티스트상
- 슈퍼스타상
- 올해의 약진상
- 올해의 코미디언상
- Young Hollywood Cast to Watch
- Young Hollywood Making their Mark
- 올해의 스타일 아이콘상